# Gresovščak
Gresovščak je naselje u slovenskoj Općini Ljutomeru. Gresovščak se nalazi u pokrajini Štajerskoj i statističkoj regiji Pomurju. 

## Stanovništvo
Prema popisu stanovništva iz 2002. godine naselje je imalo 97 stanovnika.